# Jok'Obama
Los Jok'Obama ("gente de Obama") son un subclán Luo de la gran familia K'Ogelo, nativa del condado de Condado de Siaya en Kenia. Aunque remontan su ascendencia a varias generaciones, el clan de hoy afirma que su antepasado fue Obama Opiyo (c. 1864-1935), también conocido como Obama wuod Opiyo u Obama k'Opiyo. En el Occidente, los Jok'Obama son probablemente los más conocidos por ser los antepasados y la familia extendida de Barack Obama, quien se desempeñó como el 44o presidente de los Estados Unidos de 2009 a 2017.

## Historia
El pueblo Luo de la Kenia y Tanzania modernas forma la mayor parte de los pueblos nilóticos de la actualidad. Aunque es algo incierto dónde se encuentra su origen exacto, los Luo sufrieron numerosas migraciones graduales hacia Kenia y Uganda durante un período de al menos 900 años, indicando aproximadamente 1000 EC. Entre 1490 y 1517, tres clanes Luo llegaron a Kenia en tres oleadas, el Joka Jok, el Jok'Owiny y el Jok'Omolo.
Los Jok'Owiny, llamados así por su antepasado apical Owiny, finalmente se dividieron en tres subclanes cuando la gente se estableció en diferentes áreas. Un hijo de Owiny y miembro del subclán Joka'Ruoth llamado Kisodhi se estableció al norte del lago Victoria, cerca de lo que ahora es el moderno municipio de Uranga. Kisodhi tomó dos esposas y tuvo ocho hijos, el mayor de los cuales se llamaba Ogelo. Cuando murió Kisodhi, la familia se unió para llorar tradicionalmente. Uno de esos ritos fúnebres consistía en afeitarse la cabeza como señal de duelo, y Ogelo, que era el hijo mayor, fue el primero en ser afeitado. Sin embargo, fue amonestado por las esposas de sus hermanos por sentarse a afeitarse mientras todos pasaban hambre, por lo que fue a buscar comida. Siendo el único que las escuchaba, las mujeres comenzaron a elogiar a Ogelo, y sus hermanos se enojaron. Uno de los hermanos de Ogelo, Ager, se sentó y fue afeitado en su lugar. Al ver que su hermano había usurpado su rito, Ogelo se enfureció y estalló una pelea. Mientras la familia discutía, el medio hermano más joven de Ogelo, Owiny Sigoma, notó que el baterista ritual había ignorado la lucha de la familia y continuó tocando su instrumento, y Owiny, furioso, mató al baterista con una lanza. En el altercado que siguió, Ogelo huyó del funeral y se llevó todo el ganado de la familia con él. Huyendo por millas, él y su familia finalmente se establecieron en la moderna Nyang'oma Kogelo. El área, y su descendencia, más tarde se conoció como K'Ogelo. Con la huida del primogénito Ogelo, Owiny Sigoma se convirtió en el jefe indiscutible del clan, sin embargo, su estilo de gobierno beligerante y dictatorial rápidamente lo dejó en desgracia, y fue abandonado y asesinado tratando de capturar las tierras de la vecina familia Seje.
El bisnieto de Ogelo se llamaba Onyango. Ya sea al nacer o en algún momento de su juventud, Onyango se destacó por tener una columna vertebral curva, por lo que fue apodado Mobam, del verbo luo "obam" que significa "inclinarse" o "doblarse". El bisnieto de Onyango Mobam, Obong'o, tuvo tres hijos: Opiyo, Aguk (aparentemente haciendo referencia a "aruuk", la palabra Luo para una joroba, lo que sugiere algún tipo de anomalía genética hereditaria) y Obama, aparentemente una corrupción del sobrenombre de su antepasado Mobam. Opiyo tomó esposa y, alrededor de 1864, tuvo un hijo al que llamó Obama en honor a su tío. Según la tradición, tomó el nombre personal de su padre como apellido y, por lo tanto, se hizo conocido como Obama Opiyo. 
Obama Opiyo, considerado el fundador del Jok'Obama, tomó cinco esposas y murió alrededor de 1935. Tuvo una multitud de hijos, y hoy los Jok'Obama son más de 500.